# Chamaelycus christyi
Chamaelycus christyi — вид змій родини Lamprophiidae. Мешкає в Центральній Африці.

## Поширення і екологія
Chamaelycus christyi мешкають в басейні річки Конго на території Демократичної Республіки Конго та Республіки Конго. Вони живуть у вологих тропічних лісах, серед опалого листя. Зустрічаються на висоті від 140 до 800 м над рівнем моря.